# 莱恩·拜厄斯
嵐·拜亞斯（英語：Len Bias，1963年11月18日—1986年6月19日），美國前籃球運動員，因吸毒過多而死。

## 大學時代
嵐·拜亞斯可說是天才型球員，他擁有良好的跳躍力和體型以及爆發力，在大學時代哩，他幾乎一個人打對方全隊，因而得到兩屆大西洋沿岸聯盟最佳球員。有許多教練都認為拜亞斯是他們執教以來碰過最難對付的球員。說他是最接近麥可·喬登的人一點也不為過。

## 選秀
波士顿凯尔特人於1986年擁有榜眼籤，而狀元籤在克里夫蘭騎士手中。有狀元籤的騎士選進了多尔蒂，而塞爾提克選入拜亞斯。一般認為塞爾提克會延續80年代的雄風，沒想到這反而使塞爾提克從天堂一口氣掉入地獄。

## 死亡
拜亞斯於選秀第三天因吸毒過量而死亡，震驚籃壇。